# Eidgenössische Forschungsanstalt für Wald, Schnee und Landschaft

Logo der WSL

Die Eidgenössische Forschungsanstalt für Wald, Schnee und Landschaft WSL (kurz WSL, französisch Institut fédéral de recherches sur la forêt, la neige et le paysage WSL, italienisch Istituto federale di ricerca per la foresta, la neve e il paesaggio WSL, englisch Swiss Federal Institute for Forest, Snow and Landscape Research WSL) forscht lösungsorientiert zu Wald, Landschaft, Biodiversität, Naturgefahren sowie Schnee und Eis in einer Welt im Wandel. Als Forschungsinstitut des Bundes und Teil des ETH-Bereichs verpflichtet sie sich der Exzellenz in Forschung und Umsetzung.
Ende 2024 beschäftigte die WSL rund 650 Mitarbeitende. Neben dem Hauptsitz in Birmensdorf und dem SLF in Davos betreibt sie seit 1991 Aussenstellen in Lausanne und Cadenazzo sowie seit 1996 in Sitten.

## Aufgaben

### Allgemein
Die WSL ist Teil der Forschungsanstalten des ETH-Bereichs. Diese haben folgenden Auftrag:
- Sie forschen in ihrem Aufgabenbereich und erbringen wissenschaftliche und technische Dienstleistungen
- Sie stehen nach ihren Möglichkeiten Hochschulen für Lehre und Forschung zur Verfügung[5]

Die WSL ist in der nachhaltigen Raumentwicklung, insbesondere der Entwicklung im Berggebiet und im Ballungsraum, in folgenden Fachgebieten tätig:
- Landschaftsforschung
- Waldökologie und Waldmanagement
- Naturgefahren und integrales Risikomanagement
- Schnee, Eis und Lawinen sowie Permafrost[6]

Neben ihrem Forschungsauftrag hat die WSL vier vom Bund übertragene Aufgaben:
- Die WSL erhebt zusammen mit dem Bundesamt für Umwelt die Grundlagendaten für das Landesforstinventar LFI und im Forschungsprogramm Langfristige Waldökosystem‐Forschung Langfristige Waldökosystem-Forschung-Daten über die Belastungen der Waldökosysteme[7]
- Das zur WSL gehörende SLF sichert den Lawinenwarndienst in der Schweiz  und warnt die Öffentlichkeit vor Lawinengefahren[8]
- Sie betreibt die Fachstelle Waldgesundheit Schweiz[9]
- Sie sichert die wissenschaftlich-technische Betreuung des forstlichen Pflanzenschutzes[10]

Zur Erfüllung ihrer Aufgaben hat die WSL fünf Kernthemen, die ihr langfristig gültige Tätigkeitsfeld umschreibt, sowie vier Entwicklungsschwerpunkte für die Jahre bis 2035 definiert.

### Kernthemen und Entwicklungsschwerpunkte
Die WSL konzentriert sich auf fünf zentrale Forschungsbereiche: Wald, Biodiversität, Landschaft, Naturgefahren sowie Schnee und Eis. Im Bereich Wald untersucht die WSL den Einfluss von Klimawandel, Schadstoffen und Störungen wie Waldbränden auf Waldökosysteme. In der Biodiversität fokussiert sie sich auf Artenvielfalt, ökologische Wechselwirkungen und invasive Arten, um die Biodiversität zu überwachen und zu fördern. Die Landschaftsforschung erarbeitet Grundlagen für nachhaltige Landnutzung und Landschaftsplanung. Im Bereich Naturgefahren erforscht die WSL Lawinen, Überschwemmungen und Waldbrände, um die Bevölkerung zu schützen. Studien zu Schnee und Eis analysieren die Auswirkungen des Klimawandels auf Wasserressourcen und den Wintertourismus.
Im Zentrum der WSL-Strategie 2035 stehen vier übergeordnete Entwicklungsschwerpunkte, die auf den bestehenden Kernthemen aufbauen: Folgen des globalen Wandels, nachhaltige Urbanisierung, Umweltgovernance und multifunktionale Landschaften und Ökosysteme. Es sollen Strategien zur Mitigation und Anpassung an den globalen Wandel entwickelt und urbane Räume für umweltverträgliche und sozial inklusive Städte erforscht werden. Die WSL fördert die Forschung zu Umweltgovernance, um Entscheidungsprozesse und Politikumsetzung zu verbessern. Ansätze zur Identifikation von Synergien in Landschaften und Ökosystemen sollen helfen, Trade-offs zwischen verschiedenen Funktionen und Nutzungen zu minimieren.

## Geschichte
Die WSL wurde 1885 als Schweizerische Centralanstalt für das forstliche Versuchswesen auf Anregung des Eidgenössischen Forstinspektors Johann Wilhelm Coaz und des ETH-Professors Elias Landolt gegründet und 1933 in Eidgenössische Anstalt für das forstliche Versuchswesen (EAFV) umbenannt. Sie hat «den Zweck, durch wissenschaftliche Versuche, Untersuchungen und Beobachtungen der Forstwirtschaft in ihrem vollsten Umfang sichere Grundlagen zu verschaffen und zur Lösung wichtiger forstmeteorologischer Fragen beizutragen».
Ursprünglich lag der Fokus auf der Wiederherstellung und dem Schutz des stark übernutzten Schweizer Waldes. Auf 1. Januar 1888 wurden im land- und forstwirtschaftlichen Gebäude [des Polytechnikums] unbenutzten drei Zimmer im Dachraume provisorisch zu Arbeitszimmer eingerichtet. 1889 zog die Centralanstalt in das Physikgebäude. Sie führte vor allem Zuwachsuntersuchungen durch. Philipp Flury, damals technischer Adjunkt, begann, ein ertragskundliches Versuchsnetz aufzubauen. Zur Jahrhundertwende umfasste dieses 460 Flächen. In Adlisberg pachtete die Anstalt 1888 von der Forstverwaltung der Stadt Zürich ein Areal von 1 ha, um einen Versuchsgarten einzurichten, der bis 1952 im Einsatz blieb.
1892 gründete die Centralanstalt zusammen mit Partnern aus Deutschland und Österreich den Internationalen Verband der forstlichen Versuchsanstalten (IUFRO), der heute das wichtigste globale Netzwerk forstlicher Wissenschaftler ist.
Unter der Leitung von Arnold Engler wurden 1903 hydrologische Abfluss-Messstationen eingerichtet, die den positiven Einfluss von Wäldern auf Hochwasser belegten, aber auch deren begrenzte Wirkung aufzeigten.
1917, drei Jahre nach der Gründung des Schweizerischen Nationalparks, legte der Bündner Botaniker Josias Braun-Blanquet die ersten Dauerflächen zur Beobachtung der Vegetationsentwicklung an. Im Laufe der Zeit erweiterten und analysierten WSL-Botanikerinnen und -Botaniker dieses Netz.
In den 1930er-Jahren kam es zur Gründung der Lawinenforschungskommission, die den Bau eines Schneelabors auf dem Weissfluhjoch und die Untersuchung der Schneestruktur vorantrieb. 1942 erfolgte die Gründung des Eidgenössischen Institut für Schnee- und Lawinenforschung (SLF), das die Verantwortung für die Lawinenwarnung übernahm. Im Zuge der wachsenden Bedeutung des Wintersports und der Elektrifizierung wurden Lawinen und Schnee zu zentralen Forschungsthemen.
Nach dem Zweiten Weltkrieg erweiterte die WSL ihr Forschungsspektrum um Themen wie Luftverschmutzung, Landschaftsforschung und Biodiversität. Die intensive Waldsterben-Debatte der 1980er Jahre führte zu wichtigen umweltpolitischen Massnahmen und verstärkter Forschung. 1989 wurde das SLF der WSL angegliedert, wodurch die heutige Eidgenössische Forschungsanstalt für Wald, Schnee und Landschaft entstand. Die WSL gehört dem ETH-Bereich an, der die beiden Eidgenössischen Technischen Hochschulen in Zürich (ETH Zürich) und Lausanne (EPFL), die vier Forschungsanstalten Paul Scherrer Institut (PSI), die Eidgenössische Materialprüfungs- und Forschungsanstalt (Empa) sowie die Eidgenössische Anstalt für Wasserversorgung, Abwasserreinigung und Gewässerschutz (Eawag) umfasst. Mit seinen zahlreichen Standorten ist der ETH-Bereich in den Regionen verankert.
Die WSL baute ihre regionale Präsenz kontinuierlich aus, um lokale Synergien zu fördern und den Dialog mit der Praxis zu intensivieren. Das Institut eröffnete neue Standorte in Lausanne, Bellinzona und Sion. Die enge Verknüpfung von Forschung und Praxis sowie die Zusammenarbeit mit internationalen Partnern sind noch heute zentrale Elemente.
1996 wurde das neu errichtete Institutsgebäude an der Flüelastrasse in Davos Dorf zum Hauptsitz des SLF. Das frühere Institutsgebäude auf dem Weissfluhjoch steht weiterhin für Forschungszwecke zur Verfügung. Das SLF startete den Aufbau des Interkantonalen Mess- und Informationssystems IMIS, einem Netz von Schnee- und Windmessstationen.
2002 nahmen Forschende das Interkantonale Frühwarn- und Kriseninformationssystem IFKIS für die Lawinenwarndienste am SLF in Betrieb.
Im Jahr 2010 konnte die von der WSL in Zusammenarbeit mit MeteoSchweiz und dem Bundesamt für Umwelt entwickelte gemeinsame Informationsplattform Naturgefahren GIN in Betrieb nehmen. Im gleichen Jahr feierte die WSL und das SLF das 125-jährige bzw. 75-jährige Jubiläum mit rund 40 Veranstaltungen.
2024 gab sich die WSL eine neue Strategie 2035, damit sie «einen substanziellen Beitrag zur Bewältigung globaler Herausforderungen leisten kann».

### WSL-Institutsleitungen seit 1887
| 1887–1896       | Anton Bühler                                 |
| 1897–1901       | Conrad Bourgeois                             |
| 1902–1923       | Arnold Engler                                |
| 1924–1925       | Philipp Flury                                |
| 1925–1933       | Henri Badoux                                 |
| 1934–1954       | Hans Burger (erster hauptamtlicher Direktor) |
| 1955–1968       | Albert Kurt                                  |
| 1969–1986       | Walter Bosshard                              |
| 1986–1996       | Rodolphe Schläpfer                           |
| 1996–1997       | Walter Ammann (ai)                           |
| 1998–2004       | Mario Broggi                                 |
| 2004–2004       | Jakob Roost                                  |
| 2007–2012       | James Kirchner                               |
| 2012–2020       | Konrad Steffen                               |
| 2020–2021       | Christoph Hegg (ai)                          |
| 2021–2023       | Beate Jessel                                 |
| 2023–2024       | Christoph Hegg (ai)                          |
| Ab Oktober 2024 | Rolf Holderegger                             |

## Beispiele für Tätigkeiten
Die WSL betreibt das international grösste Labor für Dendrochronologie. Zu den Aufsehen erregenden Funden der WSL zählt im April 2013 die Sicherstellung von 14'000 Jahre alten Baumstrünken eines subfossilen Walds in Zürich-Wiedikon auf Initiative von Daniel Nievergelt, einem Dendrochronologen der WSL. Rund 200 Stämme konnten die Forscher mittlerweile sicherstellen. Nicht nur für die Dendrochronologie sind die Funde aufsehenerregend, eine vermutlich um 2000 Jahre weiter zurückreichende Datierung anhand der Jahresringtabellen würde damit ermöglicht.

„Das sind die ersten nachgewiesenen Bäume, die nach der letzten Eiszeit aus dem Mittelmeerraum wieder bei uns eingewandert sind … solche Funde sind weltweit einzigartig.“

Mit dem internationalen EU-Forschungsprojekt CARBO-Extreme zur Auswirkung von Wetterextremereignissen auf die Landökosysteme konnte der Nachweis erbracht werden, dass die Speicherfähigkeit von Kohlenstoffdioxid infolge der globalen Erwärmung drastisch abnimmt. Besonders die Wälder werden durch Waldbrände und andere Schäden nach Trockenperioden langfristig geschwächt, was erneut zu einer Erhöhung der Treibhausgase beiträgt.